# Lysimachia gesnerioides
Lysimachia gesnerioides är en viveväxtart som beskrevs av Y.M.Shui och M.D.Zhang. Lysimachia gesnerioides ingår i släktet lysingar, och familjen viveväxter. Inga underarter finns listade i Catalogue of Life.